# 特佩约尔洛特尔

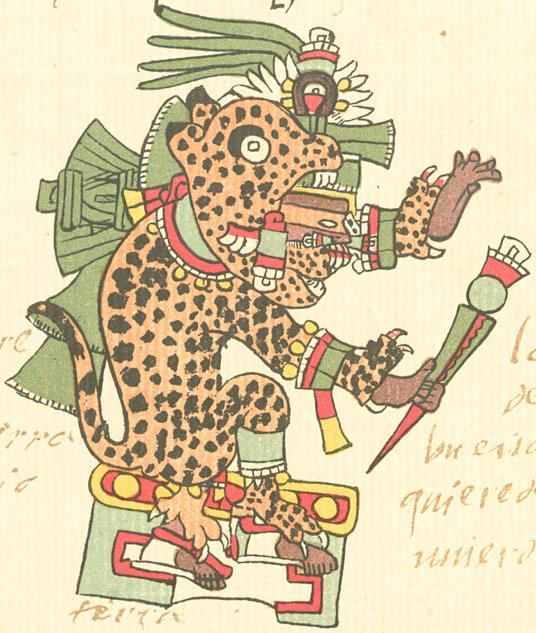
特莱利亚诺-雷曼西斯手抄本中的特佩约尔洛特尔形象

特佩约尔洛特尔（意为“大山之心”）也称特佩约尔洛特利（Tepeyollotli），是阿兹特克神话中象征地震、回声以及美洲豹的神祇。他通常被描绘成一只跃向太阳的美洲虎。作为夜之众神中的第八位，他象征夜间的第八个时辰。在阿兹特克历法中，其主宰一年中第三个周期。
纳瓦特尔文中，其名称Tepēyōllōtl一词由tepētl（意为“山”）与yōllōtl（意为“心”或“内部”）二词组成。
传说特斯卡特利波卡有时会装扮成特佩约尔洛特尔的形象来戏耍其他神祇或向其讨要动物皮毛。